# John Motson
John Motson, nome completo John Walker Motson (Salford, 10 luglio 1945 – 23 febbraio 2023), è stato un giornalista, telecronista sportivo e opinionista britannico.
Popolarissimo commentatore di partite calcistiche per decenni, era soprannominato Motty.

## Biografia
Motson nacque a Salford, nel Lancashire, dove suo padre era un pastore metodista. Studiò in una scuola pubblica in cui il calcio era disapprovato all'epoca; il rugby, l'hockey su prato e il cricket erano gli sport principali insegnati agli alunni.
Iniziò la sua carriera di giornalista a Chipping Barnet. Negli anni 1967-1968 lavorò per lo Sheffield Morning Telegraph, dove si occupò per la prima volta di calcio. Entrò quindi alla BBC, per la quale inizialmente fu commentatore di eventi sportivi su Radio 2. 
Il 5 febbraio 1972, Motson fu scelto per coprire un replay di FA Cup tra Hereford United e Newcastle United per la partita del giorno (egli in seguito descrisse questo match come l'evento della stagione). I dirigenti della BBC iniziarono allora ad assegnargli dirette televisive di partite di alto livello.
Dalla fine degli anni '70 al 2008, Motson fu il più importante dei telecronisti calcistici della BBC, a parte un breve periodo a metà degli anni '90. Caratteristico il cappotto in pelle di pecora, che egli iniziò a sfoggiare nel dicembre 1990. Nella sua carriera commentò oltre 2.000 partite, seguendo tra l'altro dieci campionati mondiali e altrettanti campionati europei.
Nel 2018, la BBC Two celebrò Motson con tre programmi speciali: Motty Mastermind, Motty, The Man Behind the Sheepskin e Countdown to the Full Motty. 
Nel 2019, Motson ha fornito il commento per il gioco per dispositivi mobili Miniclip Head Ball 2.
Motson fu nominato Ufficiale dell'Ordine dell'Impero Britannico nel 2001, per i servigi resi al giornalismo sportivo.  Era anche apparso in molte trasmissioni televisive come opinionista.
Morì il 23 febbraio 2023, all'età di 77 anni. 

## Vita privata
Motson visse a Little Brickhill nel Buckinghamshire, con sua moglie Anne. La coppia rimase sposata per 45 anni, fino alla morte di lui. Dal matrimonio nacque un figlio, Frederick, nel 1986.